# Luigi Biancheri
Luigi Biancheri (Genova, 31 gennaio 1891 – Roma, 12 dicembre 1950) è stato un ammiraglio italiano, particolarmente distintosi nel corso della grande guerra come ufficiale del Reggimento fanteria di marina. Nel dicembre 1939 assunse il comando delle forze navali presenti nell'Egeo, mantenendo tale incarico fino al maggio 1942, e distinguendosi nella rioccupazione dell'isola di Castelrosso e nell'invasione dell'isola di Creta (Operazione Merkur). Successivamente comandò la 12ª Divisione navale appartenente alla Forza Navale Speciale dell'ammiraglio Vittorio Tur, distinguendosi nel novembre 1942 nell'occupazione della Corsica, e subito dopo venne destinato al comando Marina di Biserta, in Tunisia, ma entrato in contrasto con gli alleati tedeschi lasciò l'incarico il 6 febbraio 1943, assumendo in quello stesso anno quello della 8ª Divisione navale. Alla testa delle sue unità partecipò alle concitate fasi immediatamente successive alla firma dell'armistizio di Cassibile, e poi operò nell'Oceano Atlantico in operazioni di scorta ai convogli alleati. Decorato con la Croce di Cavaliere dell'Ordine militare di Savoia e quella di Ufficiale dell'Ordine militare d'Italia, tre Medaglie d'argento, una di bronzo e una Croce di guerra al valor militare.

## Biografia
Nacque a Genova il 31 gennaio 1891, figlio di Angelo e Giuseppina Marengo. Arruolatosi nella Regia Marina, nel 1907  iniziò a frequentare la Regia Accademia Navale di Livorno, uscendone con il grado di guardiamarina il 1º aprile 1911. Dopo aver preso parte alla guerra italo-turca imbarcato sull'incrociatore corazzato Amalfi, durante il corso della prima guerra mondiale prestò inizialmente servizio a bordo di varie unità sottili, venendo trasferito nel luglio 1917 al Reggimento Marina. Prese parte a tutto il ciclo operativo terrestre in Alto Adriatico, venendo decorato con due Medaglie d'argento e una di bronzo al valor militare. Nel 1919, dopo un periodo di comando presso la squadriglia M.A.S. di Livorno, tra il mese di giugno e quello di luglio fece parte del Corpo di spedizione italiano in Anatolia.
I numerosi imbarchi su naviglio sottile e convogli, il comando di batterie costiere nell'Alto Adriatico, la conoscenza diretta del settore dell'Egeo, l'insegnamento di arte militare marittima (1933-1935) presso la Scuola di guerra di Torino, il servizio presso l'ufficio allestimento sommergibili (1937) di Roma, unitamente ad ulteriori periodi di imbarco su cacciatorpediniere e incrociatori leggeri, lo resero particolarmente idoneo  ad assumere incarichi in settori bellici periferici che richiedevano particolare autonomia di decisione in certe situazioni.
Promosso contrammiraglio nel corso del 1939, nel dicembre dello stesso anno assunse il comando delle forze navali presenti nell'Egeo, che mantenne fino al maggio 1942. Disponendo di limitati mezzi bellici condusse comunque alcune brillati operazioni belliche. Nel marzo 1941 forze aeronavali al suo comando riconquistarono l'isola di Castelrosso, e per questo fatto fu decorato con una terza Medaglia d'argento al valor militare e con la Croce di Cavaliere dell'Ordine militare di Savoia. Nel mese di maggio collaborò con le forze tedesche alla conquista dell'isola di Creta (operazione Merkur), e successivamente assunse il comando della 12ª Divisione navale  per l'occupazione della Corsica.
Nel novembre 1942 fu destinato al comando Marina di Biserta, in Tunisia, collaborando ad organizzare i convogli e i rifornimenti delle forze italo-tedesche nel periodo più difficile della campagna di Tunisia. Nel gennaio 1943 entrò in contrasto con gli alleati tedeschi, nella persona dell'SS-Oberststurmbannführer Walter Rauff, che gli chiedeva di poter disporre di alcune navi con lo scopo, dichiarato, di trasferire  a Marsiglia, Francia, un primo contingente di ebrei presenti sul territorio tunisino con il segreto scopo di avviarli alla soluzione finale della questione ebraica. Durante il loro primo incontro oppose a Rauff, data anche la particolare situazione bellica del momento, un netto, ma cortese, rifiuto. Qualche settimana dopo Rauff, in un nuovo incontro, reiterò la domanda con la richiesta di disporre solamente di navi tedesche, e questa volta egli esplose e si lasciò andare a una delle sfuriate per cui era divenuto famoso, arrivando a dare  apertamente del codardo all'ufficiale delle SS per via della sua uniforme impeccabile con cui si era presentato all'incontro, che contrastava con la sua e con quella dei suoi uomini, tutte impolverate e rovinate. Secondo la sua opinione, riportata dal giornalista Vero Roberti presente all'incontro, il tedesco si era tenuto volontariamente lontano dalla prima linea dove i soldati italiani, e anche quelli tedeschi, stavano morendo in combattimento.  Si verificò un vero e proprio incidente diplomatico e da Berlino giunse la richiesta della sua rimozione dall'incarico, ma egli fu apertamente difeso sia dall'ammiraglio Domenico Cavagnari, già Capo di stato maggiore della Regia Marina, che dal suo vice, ammiraglio Luigi Sansonetti. Per appianare la questione il 6 febbraio fu sostituito dall'ammiraglio di divisione Carlo Pinna. Con il suo rifiuto aveva quasi certamente salvato da morte certa i 100.000 ebrei presenti in Tunisia a quell'epoca.
Dal febbraio al giugno 1943 diresse l'ispettorato delle siluranti, passando poi (giugno-luglio) a dirigere il Comando gruppo armate est. Il 10 agosto assunse il comando della 8ª Divisione navale (formata dagli incrociatori leggeri Duca degli Abruzzi, Giuseppe Garibaldi e Duca d'Aosta e dalla torpediniera Libra) a Genova, per cui partecipò ai drammatici avvenimenti che seguirono la firma dell'armistizio di Cassibile. Salpato con le sue navi da Genova in ottemperanza agli ordini ricevuti, si ricongiunse con le navi da battaglia dell'ammiraglio Carlo Bergamini salpate da La Spezia, e fece rotta per La Maddalena.  Quando le unità italiane vennero attaccate, nel pomeriggio del 9 settembre, da aerei della Luftwaffe al largo della Sardegna fece aprire prontamente il fuoco contro gli ex alleati. Il giorno 10 fece ancorare le sue navi nella baia di San Paolo a Malta. Alla testa della sua divisione prese successivamente parte a servizi di scorta e pattugliamento sulle rotte alleate dell'Oceano Atlantico fino al 15 febbraio 1944.
Dopo la fine delle ostilità fu in servizio presso la Commissione per l'epurazione del personale della Regia Marina compromesso con il fascismo e la Repubblica Sociale Italiana, poi come comandante di Marisicilia a Messina, e infine presso il Ministero della marina a Roma, ricoprendo vari incarichi tra cui quello di commissario straordinario della Federazione Scacchistica Italiana. Si spense nella Capitale il 12 dicembre 1950.

### Annotazioni
1. ↑  Mentre prestava servizio come vicecomandante della Forza Navale Speciale, allora al comando dell'ammiraglio Vittorio Tur, ebbe un occasionale incontro con Eugenio Wolk che doveva incontrarsi con Tur per discure di argomenti operativi. Wolk doveva parlare di queste cose solo con Tur, e si rifiutò di dare delucidazioni a Biancheri nonostante le reiterate richiese di quest'ultimo. Alla precisa domanda di Biancheri, che non aveva un buon carattere, che gli chiese: ma insomma, perché non vuol dire a me?, Wolk rispose: perché lei non capisce un caz... Da allora in avanti, secondo la testimonianza di stesso Wolk, i rapporti tra loro due sarebbero stati all'insegna di una grande cordialità.
2. ↑  Come molti altri ufficiali superiori rimase perplesso nel dover eseguire l'ordine di trasferirsi in acque inglesi.

### Fonti
1. 1 2 3 4 5 6 7  Alberini, Prosperini 2015, p. 562.
2. 1 2 3 4 5  http://www.treccani.it/enciclopedia/luigi-biancheri_(Dizionario-Biografico)
3. 1 2 3 4  Pirozzi 2020, p. 93.
4. 1 2 3  Pirozzi 2020, p. 97.
5. 1 2 3 4  Pirozzi 2020, p. 95.
6. 1 2 3 4  Pirozzi 2020, p. 96.
7. 1 2 3 4 5 6 7  Pirozzi 2020, p. 98.
8. 1 2   Biancheri Luigi, Ufficiale dell'Ordine Militare d'Italia, su quirinale.it.
9. ↑  Supplemento ordinario alla Gazzetta Ufficiale del Regno d'Italia n.16 del 18 settembre 1940, pag. 10.